# Rio Macaco (Paraná)
O rio Macaco é um curso de água que banha o estado do Paraná. Sua nascente fica na mata da Suíça, divisa com o município paranaense de Lunardelli. É o rio que abastece este município.